# Meena Khadikar

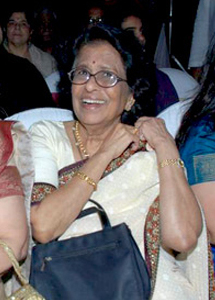
Meena Khadikar

Meena Khadikar (Marathi: मीना खडीकर, nombre de soltera: Meena Mangeshkar; n. 7 de septiembre de 1931 en Bombay), es una cantante de playback india intérprete de temas musicales cantados en marathi e hindi. Ella es segunda hija del actor Pt. Deenanath Mangeshkar y hermana de famosos cantantes como  Lata Mangeshkar, Asha Bhosle, Usha Mangeshkar y Pt. Hridaynath Mangeshkar. 
Meena ha interpretado varios temas musicales para películas en marathi e hindi.También con sus hermanos, ha compartido los escenarios y participado en las composiciones.

## Discografía
Canciones en Marathi. 
- Ye Javali Ghe Priyasakhaya Bhagavanta - Mansala Pankh Astat.
- Bavarle Mi Bavarle- Ek Hota Raja.

Canciones en Hindi.
- Fagun aaya- Pilpili Saheb
- Hai mausam yeh mastaana muskuraana dil churaana- Aabroo.